# Daïra de Bougtob
La daïra de Bougtob est une daïra d'Algérie située dans la wilaya d'El Bayadh et dont le chef-lieu est la ville éponyme de Bougtob.

## Localisation
La daïra est située au nord-ouest de la wilaya d'El Bayadh.

## Communes
La daïra est composéé de trois communes : Bougtob, El Kheiter et Tousmouline.